# Zagadki
Zagadki [pronunciación en polaco: /zaˈɡatki/] es un pueblo ubicado en el distrito administrativo de Gmina Szczerców, dentro del Distrito de Bełchatów, Voivodato de Łódź, en Polonia central. Se encuentra aproximadamente a 2 kilómetros al noreste de Szczerców, a 17 kilómetros al oeste de Serłchatów, y a 54 kilómetros al suroeste de la regional capital Łódź.
El pueblo tiene una población de aproximadamente 100 habitantes.